# Thüna

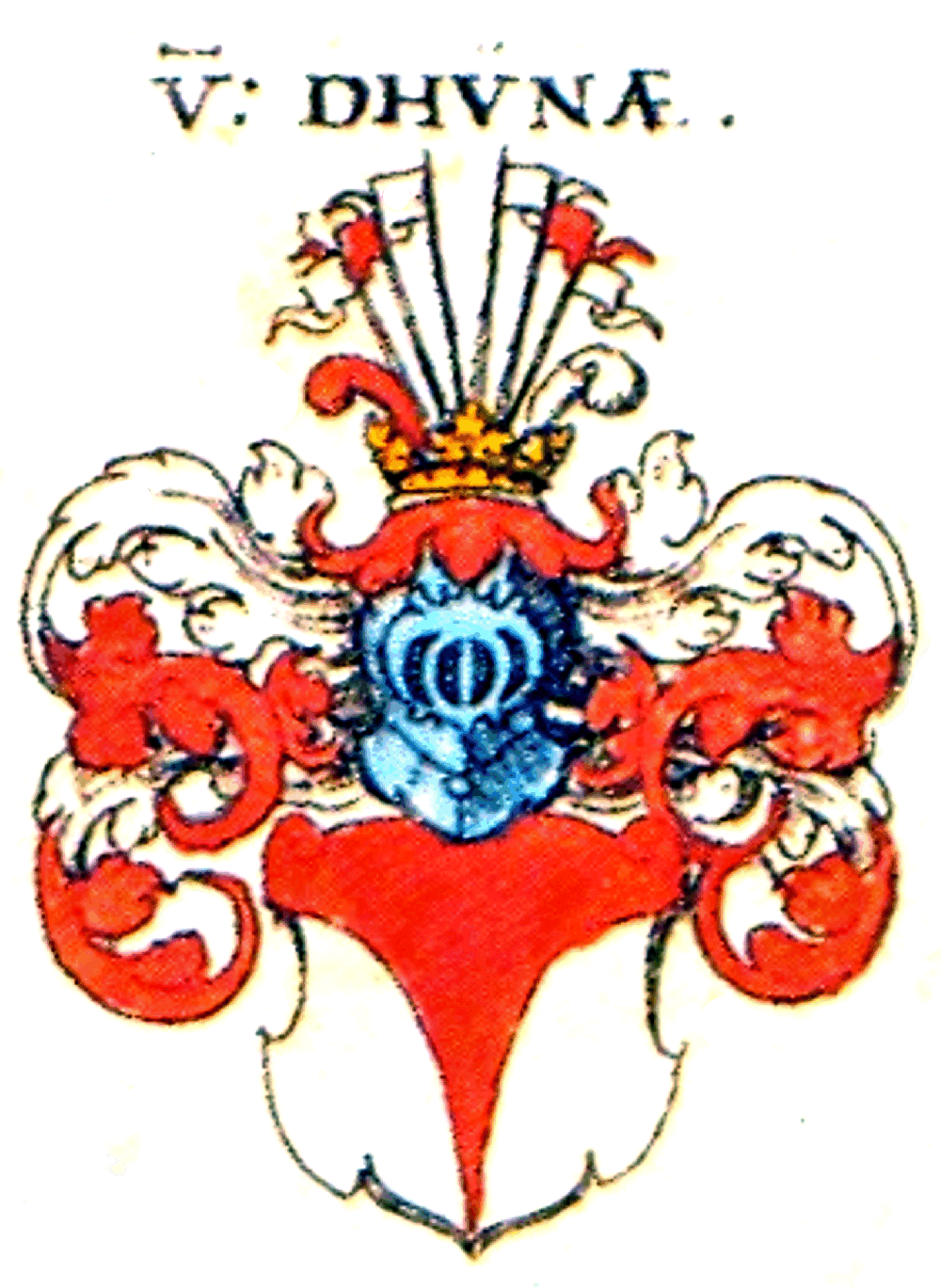
Wappen derer von Thüna in Siebmachers Wappenbuch, 1605

Die von Thüna, auch Thun, Thune, Tuna oder Dhyna, sind ein uradliges, altritterliches, freiherrliches Geschlecht, das in Thüringen, im Vogtland, in Franken und in Sachsen ansässig war.

## Geschichte
Bereits 961 wurde Friedhelm von Thinau von König Otto I. zum Ritter geschlagen. Heinrich von Tunna war von 1208 bis 1209 der dritte Hochmeister des Deutschen Ordens. 1422 wurde „Konrad Dhune“ (Thune) als Hofmeister der Gemahlin Friedrichs des Älteren, Landgraf von Thüringen, sowie als dessen Hofrichter erwähnt. 1438 war Hans Thunail Schösser auf der Neuenburg.
Die Rittergüter, Stamm- und Geschlechtshäuser der Familie waren: Burgstall, Ezelsbach, Groß Ordens-Lehen, Heßdorf, Hohnstein, Kaulsdorf, Kitzerstein, Köckeritz, Kolckwitz, Kresse, Langen Orla, Lobda, Lossa, Merzin, Michelfeld, Mohlsdorf, Mühlfeld, Obernitz, Quittelsdorf, Schwarzte, Schlettwein (Schlottwein) und Wirbach. Die drei wichtigsten Besitzungen waren:

### Weischütz
Heinrich, Sohn des Friedrich Thuns zu Obernitz, wurde 1468 in Weischütz ansässig und 1485 von Kurfürst Ernst von Sachsen damit belehnt. 1554 wurden Hans (II.), Christoph und Wolf von Thuna auf Weischütz, Söhne des verstorbenen Hans von Thuna, genannt. 
Von Hans (III.) von Thüna und dessen Ehefrau Maria geb. von Wiehe wurde ca. 1601 das heutige Gutshaus im Rittergut errichtet. Mit dem Tod ihres Neffens Heinrich III. († 1630, Sohn von Christoph von Thüna) erlosch das Thünaer Geschlecht auf Weischütz und das Rittergut ging an andere Besitzer über.

### Weißenburg
Ab 1488 gelangte die Familie von Thüna in den Besitz der Weißenburg. 1492 war Friedrich Thune zur Weißenburg Amtmann zu Saalfeld. Die Gebrüder Heinrich und Friedrich von Thüna auf Schloss Weißenburg wurden 1496 in einem Verzeichnis der Schwarzburgischen Ritterschaft aufgeführt. Im Jahre 1500 belehnte Günther der Jüngere, Graf zu Schwarzburg, den Friedrich von Thüna zu Weißenburg mit Dörfern, Gütern und Zinsen. 1529 ließ Friedrich von Thüna die alte Burg in ein wohnliches Schloss umbauen, das bis 1707 im Eigentum der Familie blieb.

### Lauenstein
1506 wurde Ritter Heinrich von Thüna († 1513) Herrschaft und Burg Lauenstein als Afterlehen der Grafen von Mansfeld übertragen. Friedrich von Thüna († 1534), Ritter zur Weissenburg, Herr auf Lauenstein und Obernitz, kursächsischer Geheimer Rat des Kurfürsten Friedrich des Weisen von Sachsen und enger Freund Martin Luthers war 1519 als beamteter Wahlzeuge bei der Wahl Kaiser Karls V. zu Frankfurt zugegen. 1521 begleitete er Martin Luther zum Reichstag zu Worms. Christoph von Thüna der Ältere (↑ 1585) ließ die Burg Lauenstein von 1551 bis 1554 ausbauen. Die Familie von Thüna hatte diese bis 1622 in ihrem Besitz. Sie gehörte der Fränkischen Reichsritterschaft an.

## Wappen
Auf dem silbernen Schild ein (eingebogener) roter Keil oder eine rote Spitze. Der Helm ist gekrönt und mit acht von Rot und Silber geteilten fliegenden Turnierfähnchen besteckt, die rechts und links von einer Straußenfeder begleitet werden. Die Decken sind rot und weiß.
Die Lauensteiner Linie führte ein abgewandeltes Wappen: auf blauem Grund ein silberner eingebogener Keil, auf dem Helm eine blaue Stulpmütze mit weißer Krempe, deren Spitze gekrönt ist und in der drei blau-weiß-blaue Straußenfedern stecken. Die Decken sind blau und silbern.

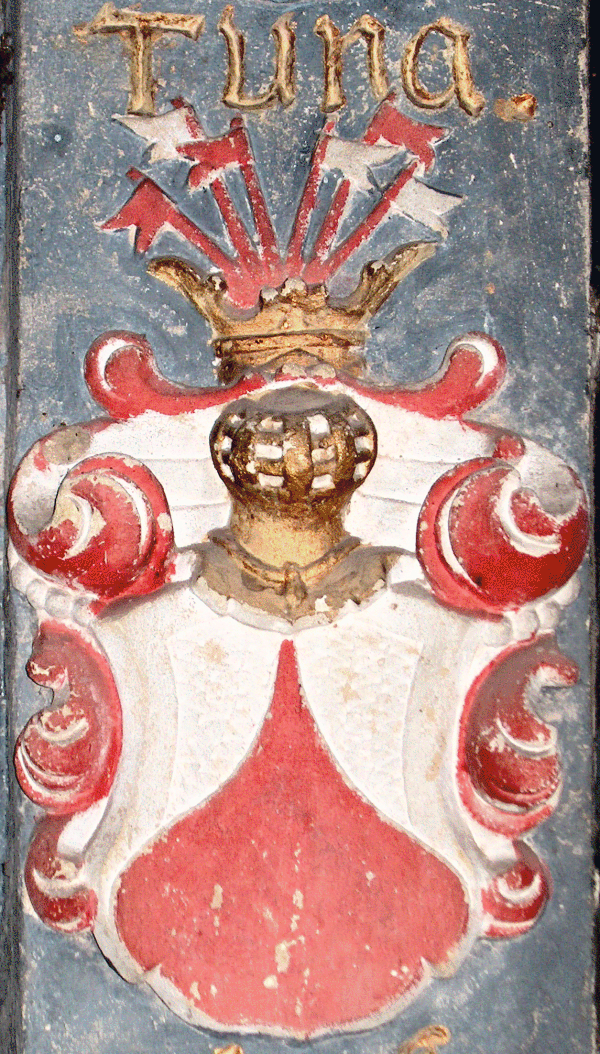
Wappen in der Kirche von Kirchscheidungen
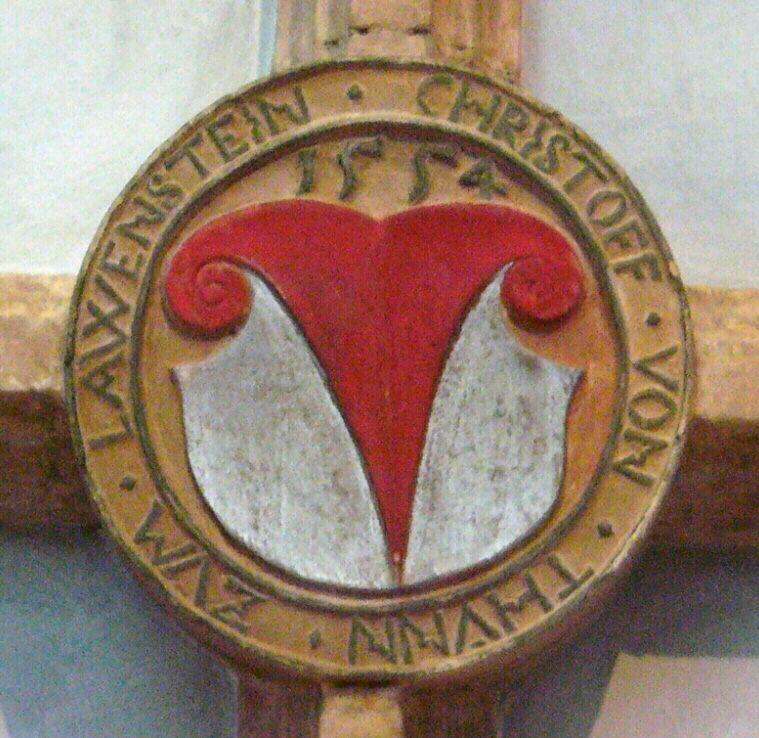
Wappen auf Burg Lauenstein
Ehemaliges Gemeindewappen von Langenau

## Familienmitglieder
- August Wilhelm von Thüna (1721–1787), preußischer Generalmajor
- Rudolf von Thüna (1887–1936), deutscher Luftpionier
- Carl August Freiherr von Thüna, deutscher Golfer